# Piramide (bouwwerk)

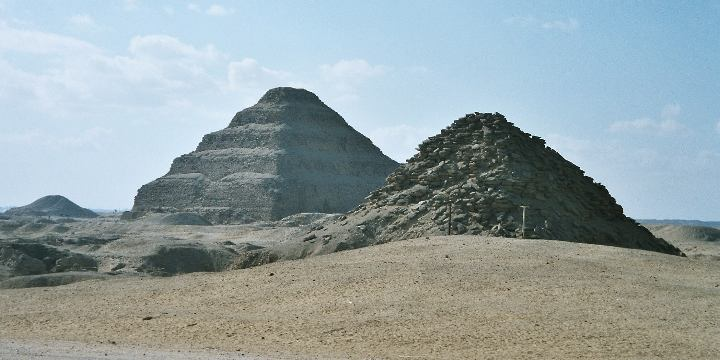
Piramiden in Saqqara

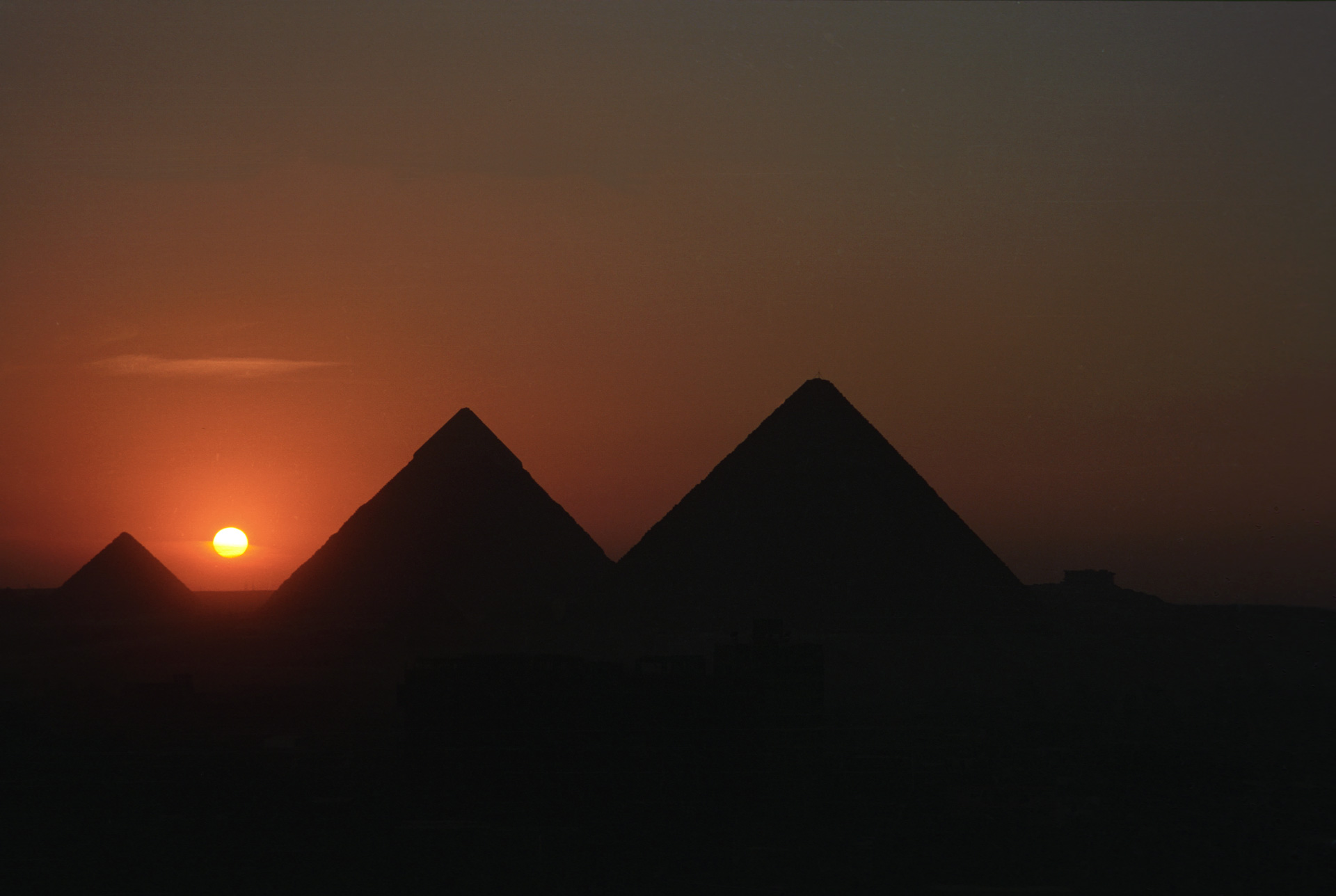
Piramiden in Gizeh

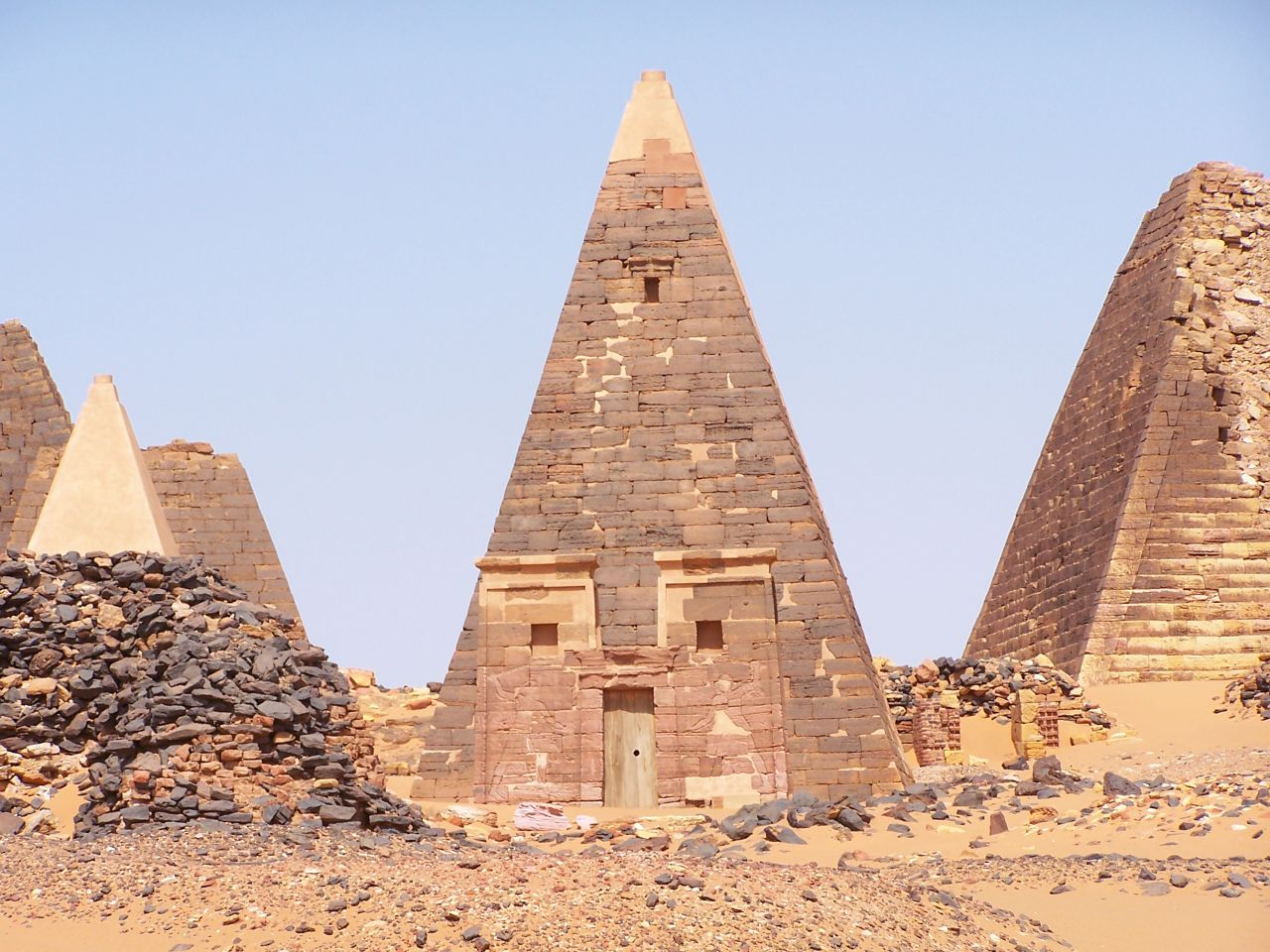
Piramiden in Meroë

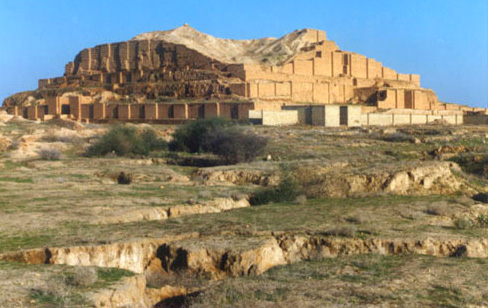
Een van de best bewaarde ziggoerats, Iran

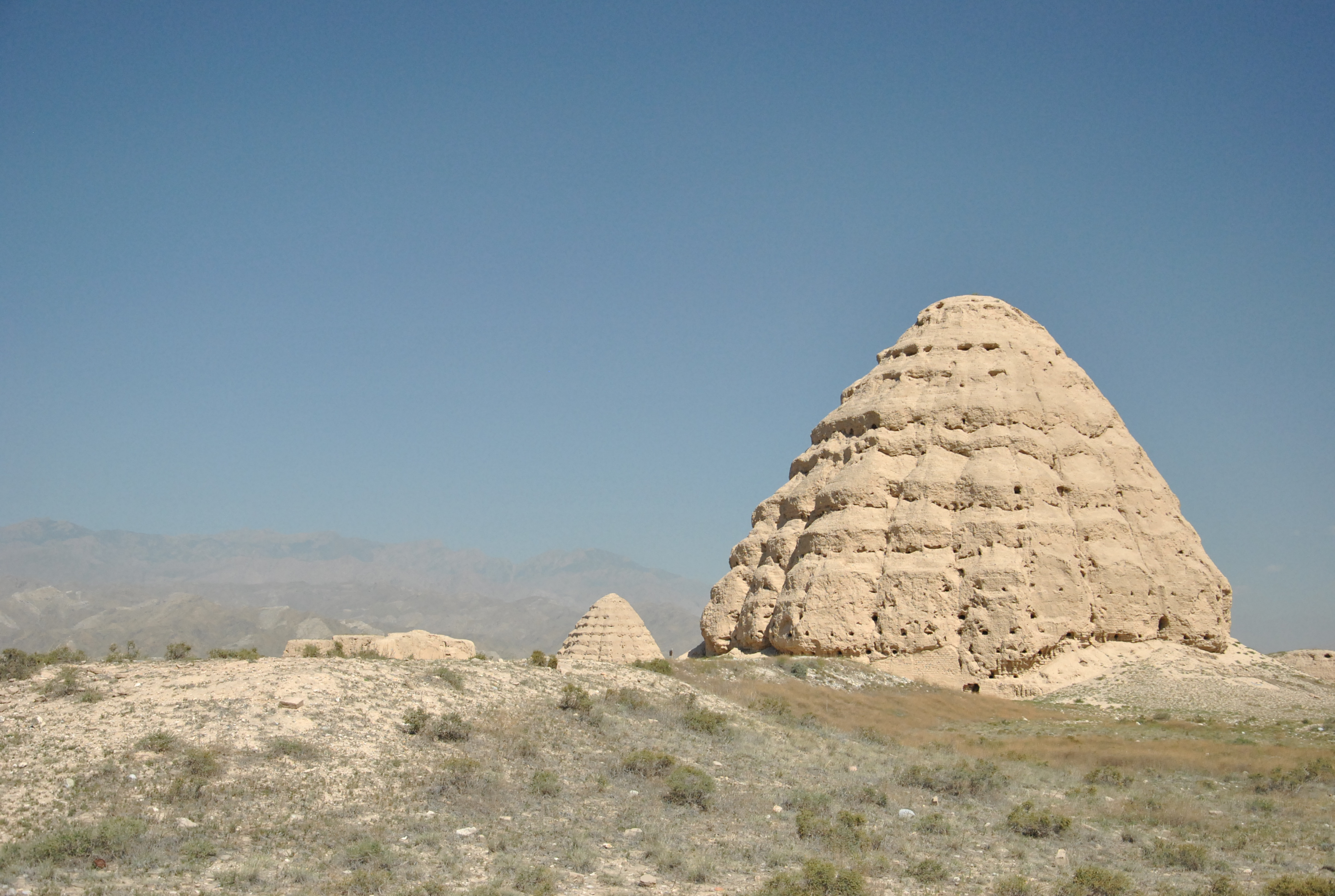
Piramiden in Xixia, Ningxia, China

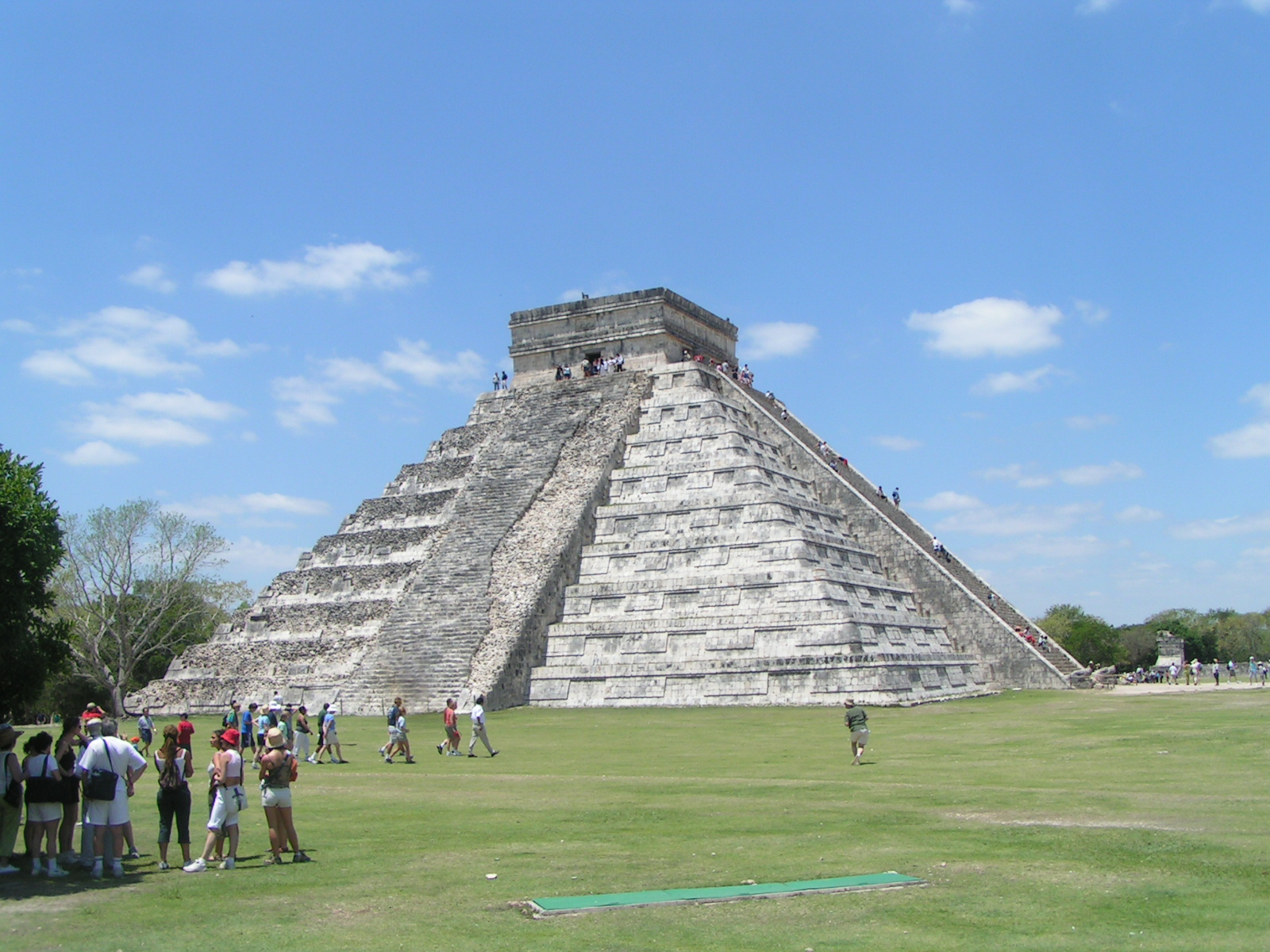
El Castillo (de Piramide van Kukulcán), in Mexico

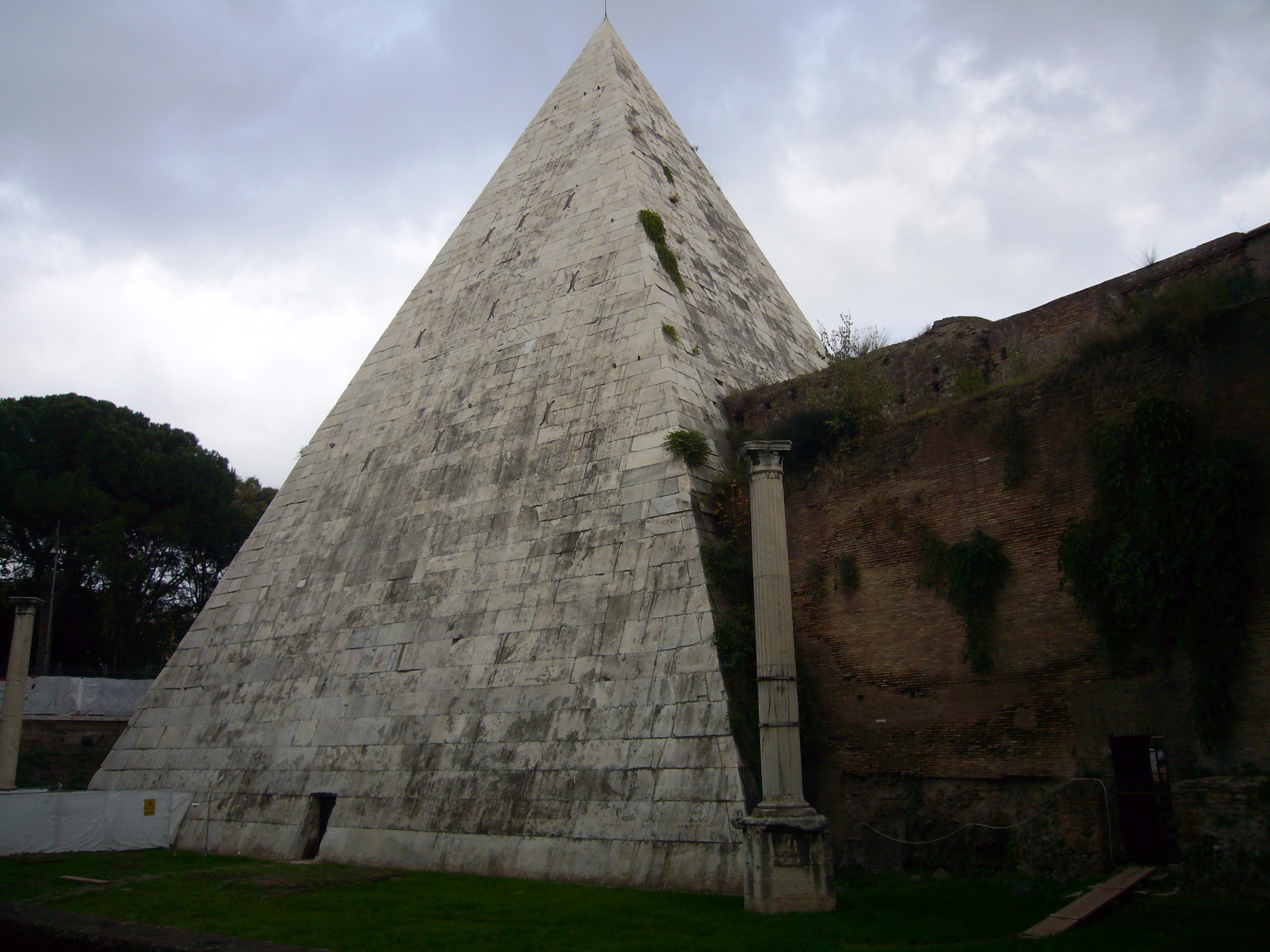
De Piramide van Cestius, Rome

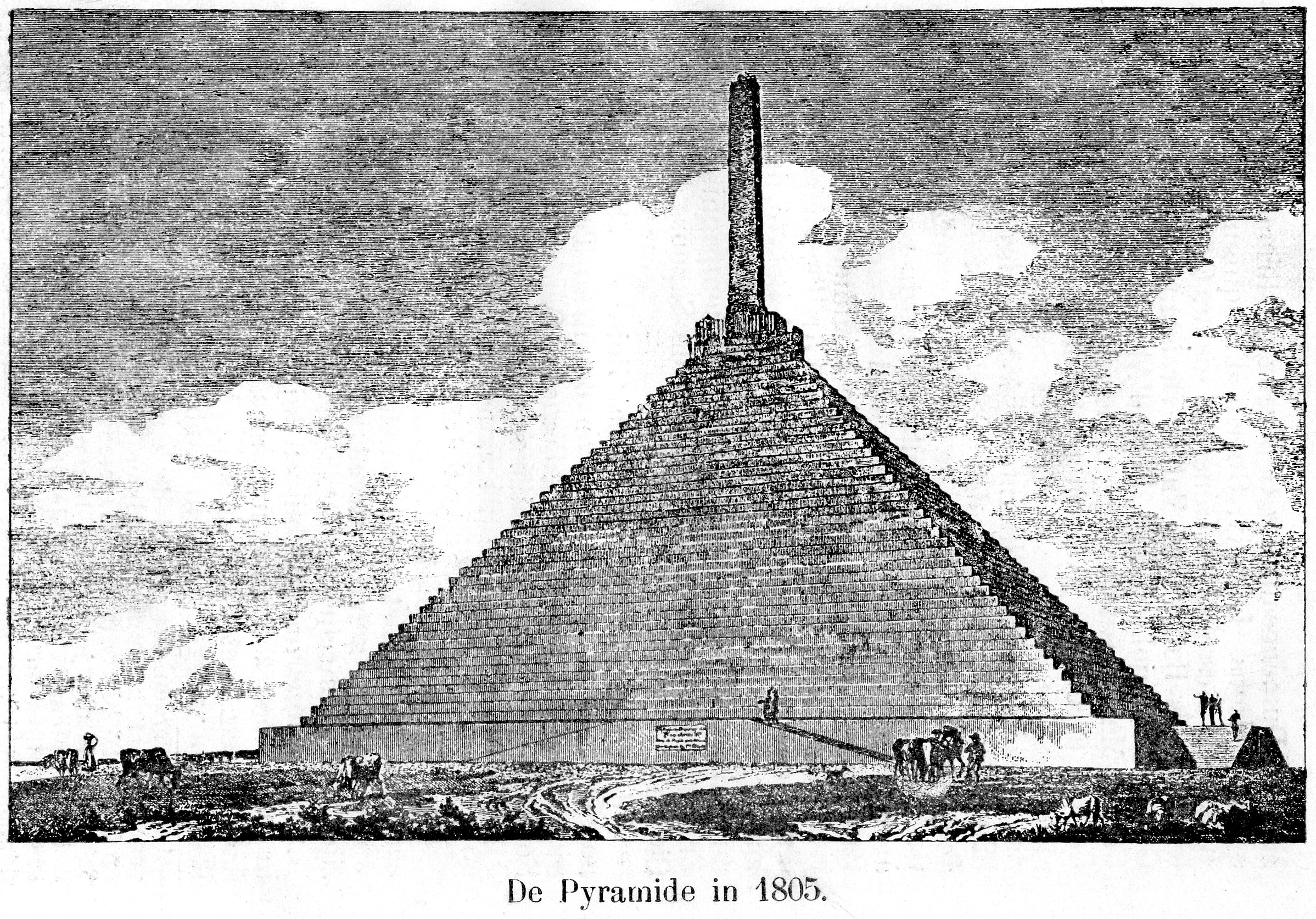
De Pyramide van Austerlitz in 1805

Een piramide is een piramidevormig bouwwerk met een vierkant of rechthoekig grondvlak en taps toelopende zijvlakken eindigend in een punt of met een afgeknotte top. Piramiden werden door vele oude beschavingen gebouwd met een religieus of ceremonieel doel, bijvoorbeeld als grafmonument of tempelberg. Het voordeel van het bouwen in piramidevorm is dat het een zeer stabiele bouwvorm is waardoor veel grotere en hogere stenen bouwwerken konden worden gebouwd dan met verticale wanden. Piramiden waren dan ook duizenden jaren de grootste bouwwerken op aarde.

## Landen en regio's met piramiden

### Centraal-Amerika
Een aantal Centraal-Amerikaanse culturen bouwde piramidevormige bouwwerken. Deze leken meer op die in Mesopotamië dan die in Egypte. Ze waren gelaagd en hadden vaak een tempel bovenop de piramide. De piramide met de grootste inhoud is die van Cholula, Mexico.

### China
Zie bijvoorbeeld de Grote witte piramide. Ook in andere delen van Azië zijn piramidevormige monumenten gevonden.

### Egypte
De populairste piramiden zijn die uit het oude Egypte. Onderzoekers nemen aan dat ze werden gebruikt als graven voor farao's.
De oude Egyptenaren maakten de buitenkant van de piramiden glad met goud en de beste kwaliteit kalksteen. De bekendste piramide in Egypte is de Grote Piramide van Gizeh. Deze is een van de zeven wereldwonderen uit de klassieke oudheid en het enige daarvan dat nog bestaat.

#### Bouw van de piramiden in Egypte
De eerste theorieën gaan uit van het idee dat de piramiden door slaven en boeren (omdat hun velden toen onder water stonden door de jaarlijkse overstromingen van de Nijl) werden gebouwd. De persoon die deze theorie in het leven bracht was Herodotos. Volgens hem was het mogelijk om de blokken, van ca. 1000 kg per stuk, te verplaatsen door het hefboomsysteem van Archimedes te gebruiken. In 1990 bracht een verdwenen vestiging meer klaarheid in hoe en door wie sommige van de piramiden zouden zijn gebouwd. Het onderzoek kon echter niet vertellen over welke piramiden het gaat. Op het Gizehplateau staan er zes bij elkaar en drie ervan kunnen niet, of niet met 100% zekerheid, gedateerd worden.

### Frankrijk
In Frankrijk bevinden zich diverse piramides. Zo zijn er de Piramide van de Kelten in Bretagne en de Falicon-piramide nabij Nice.

### Griekenland
In Griekenland werden ook piramiden gebouwd. Een van deze piramiden is ouder dan de Piramide van Cheops. Deze werd gedateerd op ca 2720 v.Chr.

### India
Tijdens het Cholarijk werden in het zuiden van India veel hindoetempels gebouwd met een of meer piramidevormige poortgebouwen (gopurams). Een groot aantal van deze tempels is nog steeds in gebruik. Een belangrijk voorbeeld is de Brihadisvaratempel.

### Italië
In Rome staat de Piramide van Cestius, gebouwd in 12 v.Chr. Dit is een graftombe voor een rijke Romein, die na de annexatie van Egypte door Rome in 31 v.Chr. geobsedeerd was geraakt door de Egyptische cultuur.

### Koesj
In Koesj, ten zuiden van Egypte, werden veel meer, maar kleinere, piramiden gebouwd dan in Egypte. Een groot aantal hiervan vindt men bij de stad Meroë. De piramiden in Koesj gaan steiler omhoog en zijn niet zoals in Egypte graven, maar monumenten voor dode koningen. De piramiden werden hier tot na 300 n.Chr. gebouwd.

### Mesopotamië
De Mesopotamiërs bouwden piramiden met een uitgesproken serie lagen genaamd ziggoerats. Zij werden in oude tijden met felle kleuren beschilderd. Er is slechts weinig bewaard gebleven van deze piramiden, omdat ze van kleistenen gemaakt waren. Van de Toren van Babel wordt gezegd dat het een ziggoerat was.

### Nederland
Nederland heeft een relatief jonge piramide, de Pyramide van Austerlitz. Deze werd in september 1804 gebouwd door het Frans-Bataafse leger, onder leiding van generaal Marmont, als eerbetoon aan Napoleon Bonaparte en tegen verveling van zijn soldaten. De piramide bevindt zich in de bossen van de Utrechtse Heuvelrug ten oosten van Zeist en is van geharde aarde gemaakt.
Een tweede piramide is de Emma-piramide in het natuurpark Veluwezoom.

### Spanje
Op het Spaanse eiland Tenerife staan zes trappiramiden, de zogenaamde piramides van Güímar. Aangezien de Guanchen een berbervolk waren en de berbers en Egypte veel invloed op elkaar hebben uitgeoefend (farao Sjosjenq I van Egypte was een berber) is het zeer waarschijnlijk dat de Guanchen ze hebben gebouwd. Door zware vervolging en discriminatie van de Guanchen is er weinig kennis over om het met zekerheid vast te stellen. Volgens Thor Heyerdahl diende het eiland als tussenstap om de piramidebeschaving van Afrika naar Zuid-Amerika te brengen, per schip. Toen hij van de piramiden aldaar hoorde, verhuisde deze archeoloog prompt naar het eiland.

## Afbeeldingen

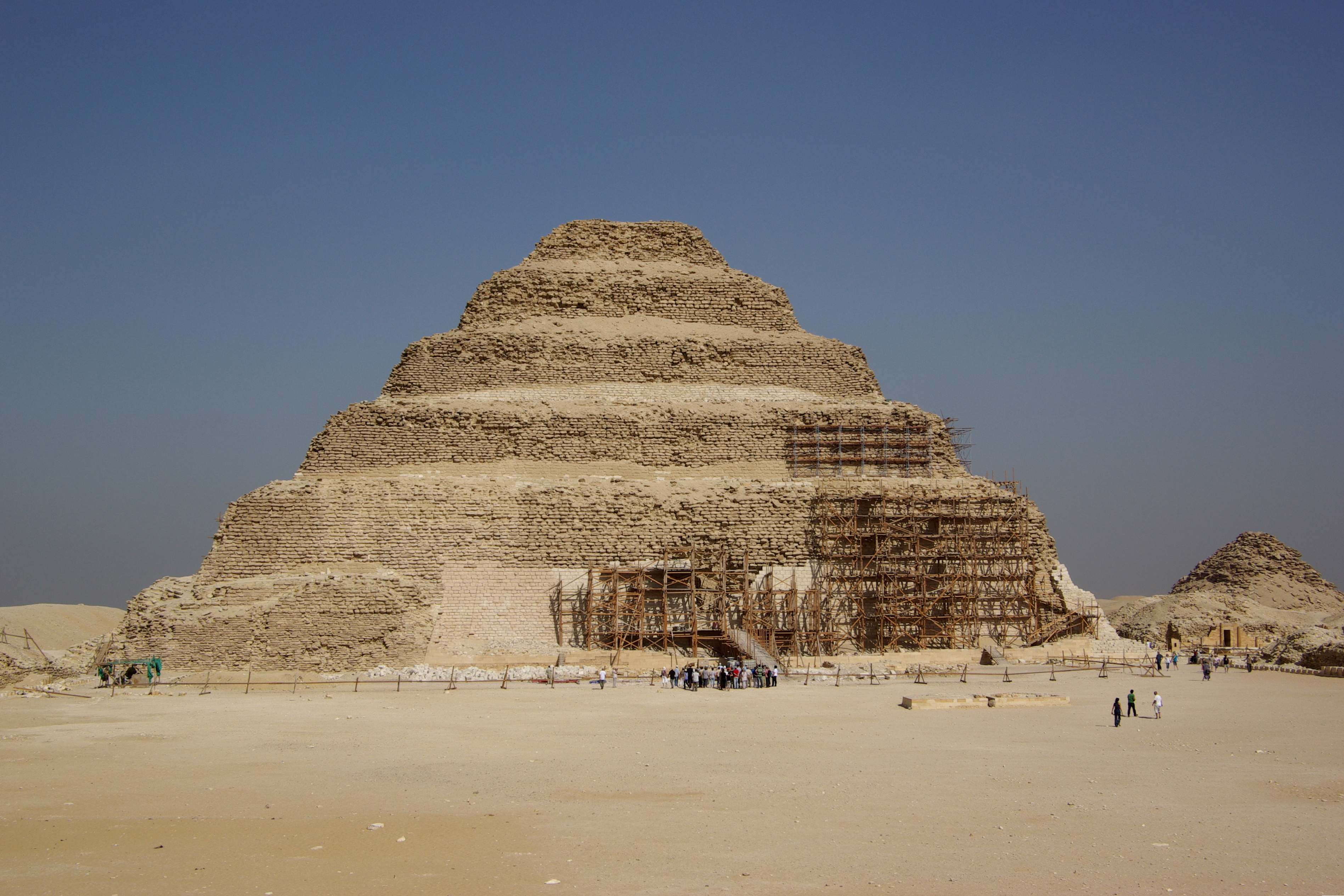
De piramide van Djoser
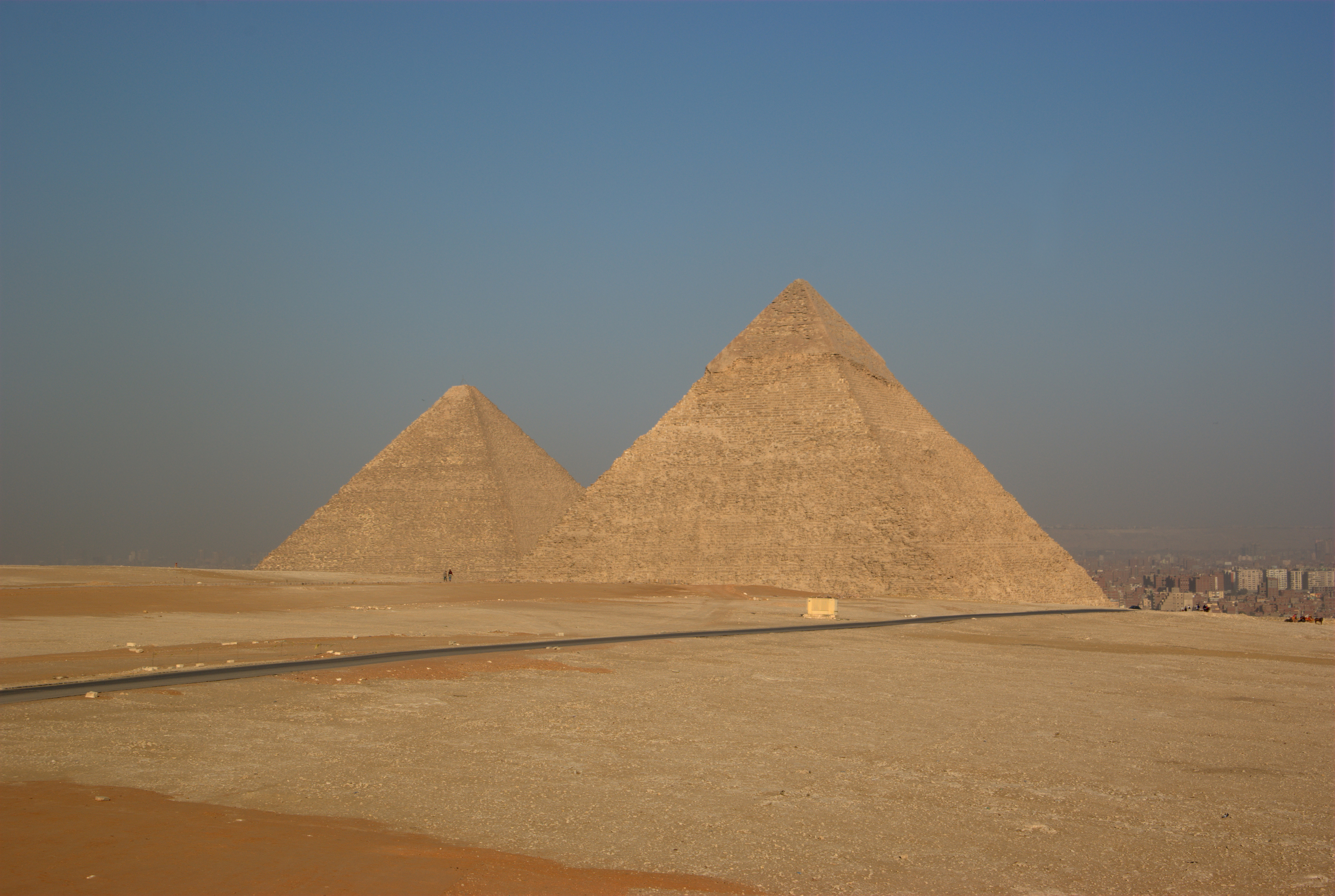
De piramide van Cheops (links) en Chefren in Egypte
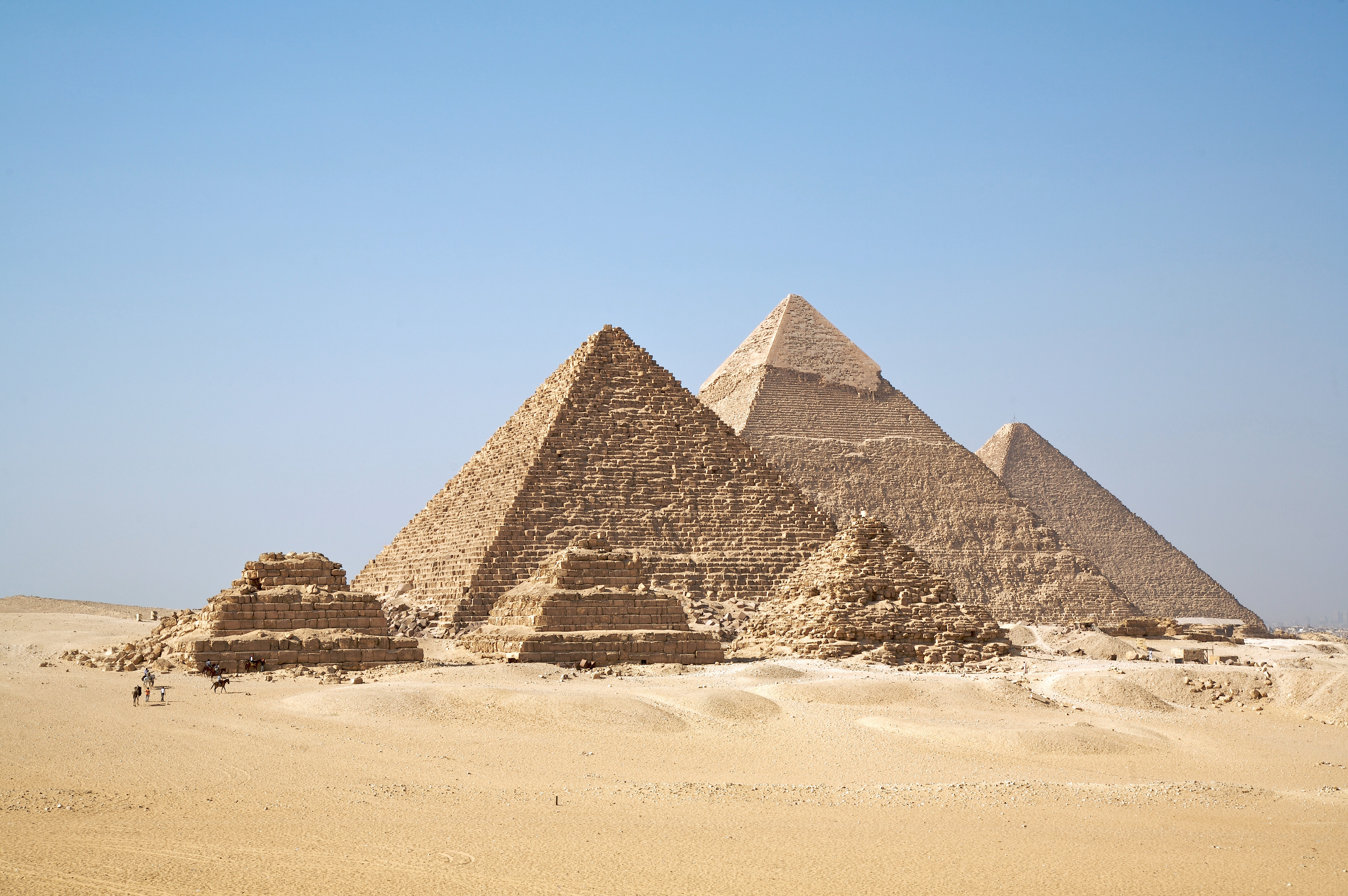
Piramiden in Gizeh, Egypte
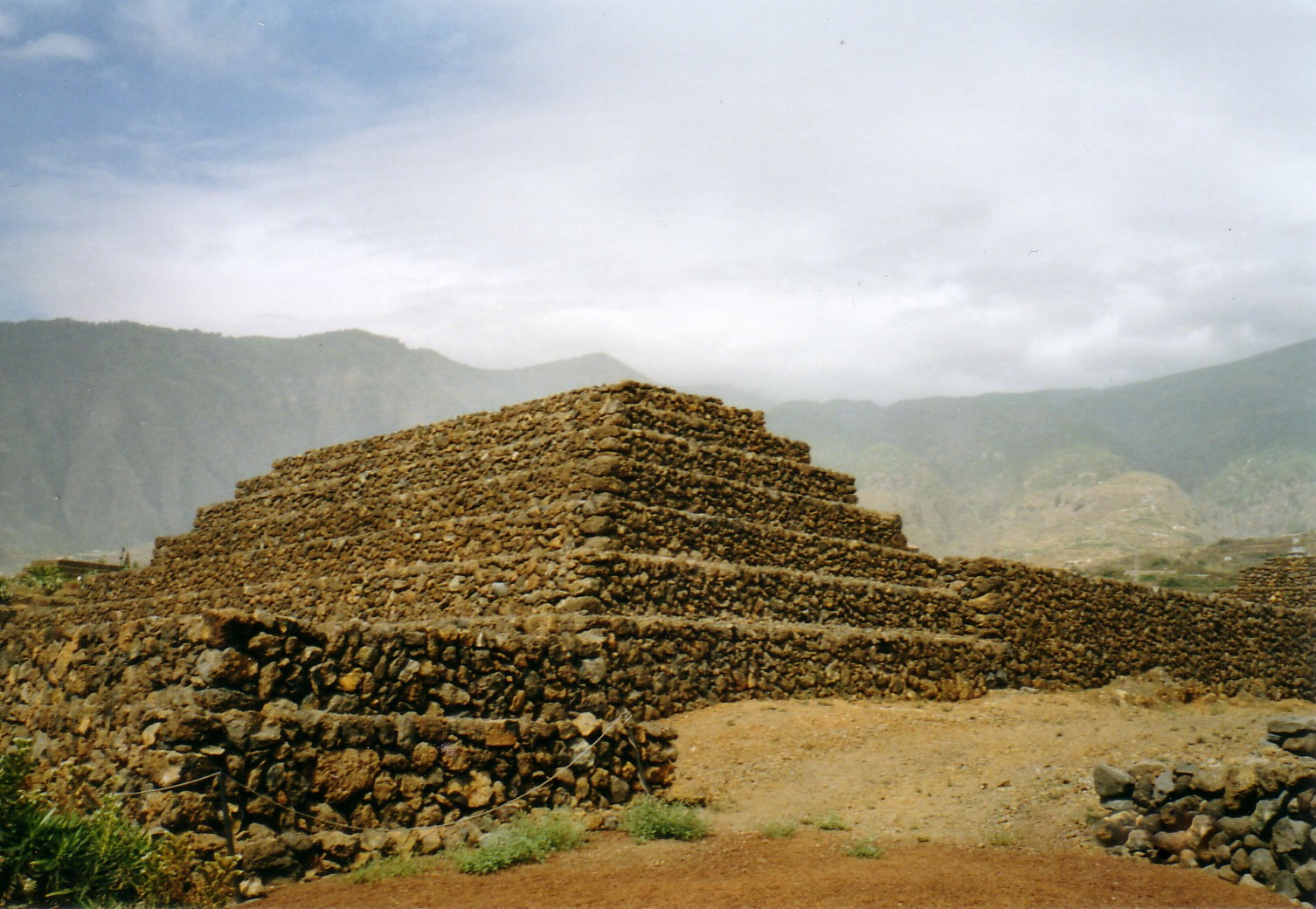
Piramide van Guimar, Tenerife
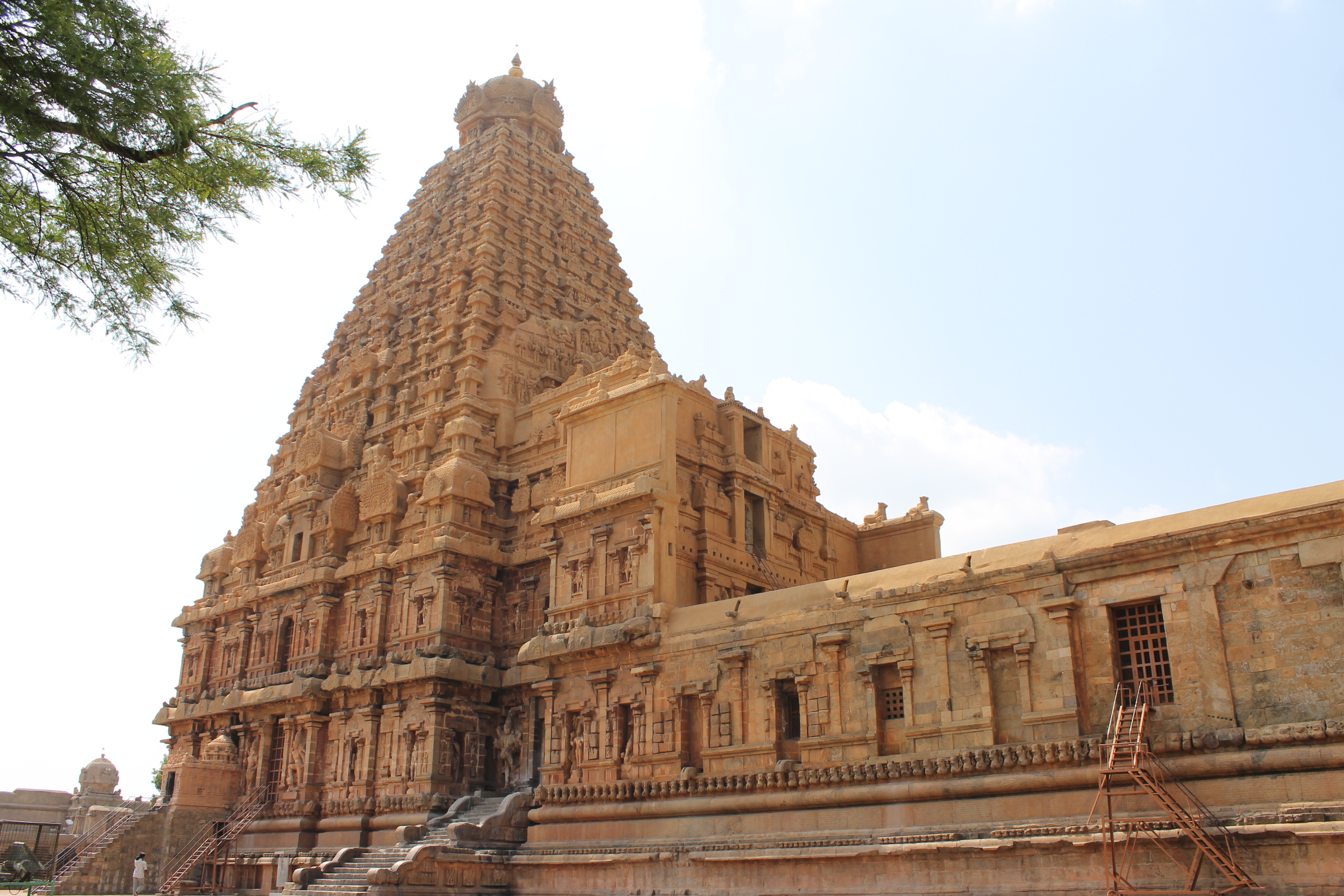
Brihadisvaratempel, India
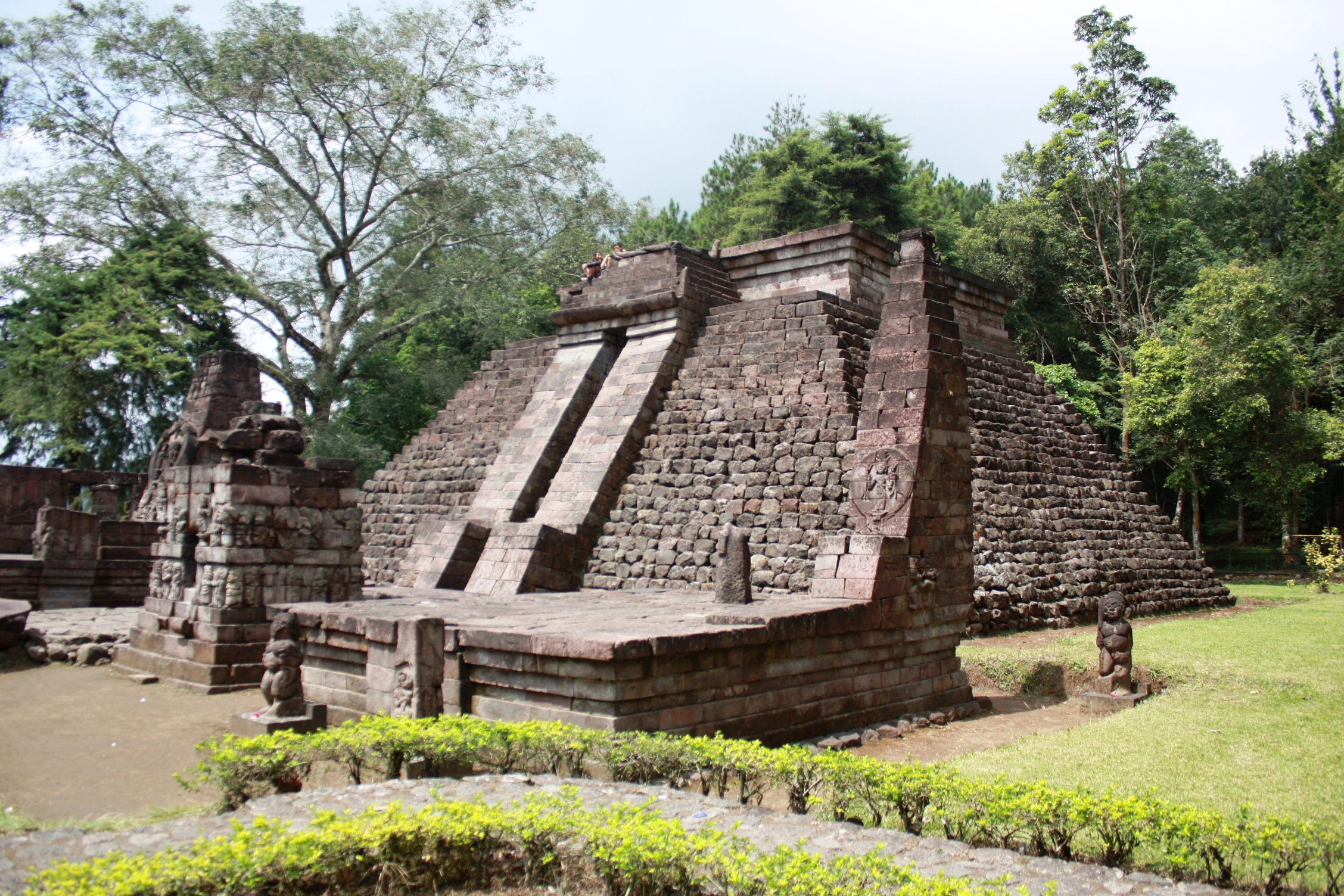
Candi Sukuh, Indonesië
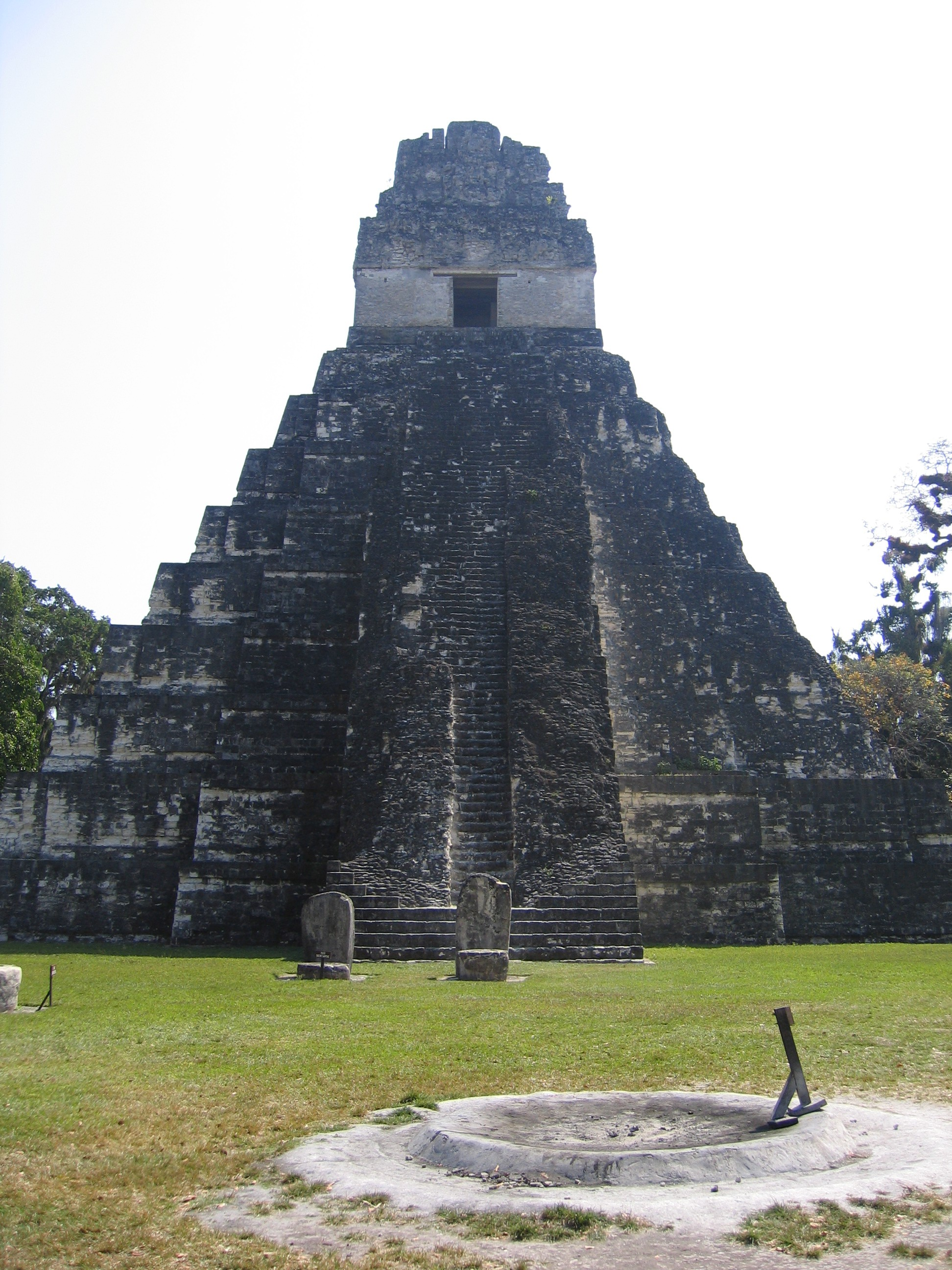
Piramide in Tikal, Guatemala
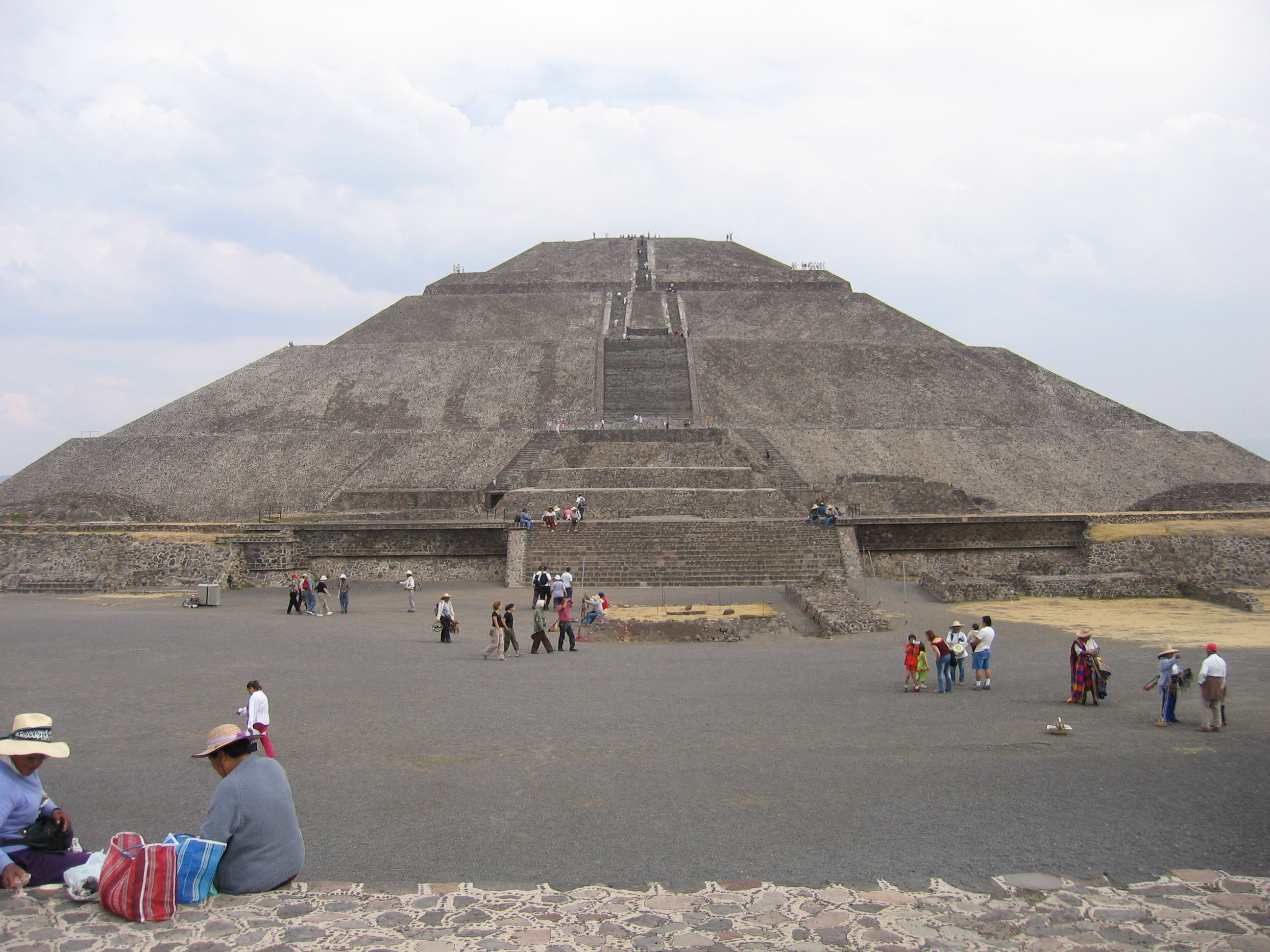
Piramide van de zon, Teotihuacan
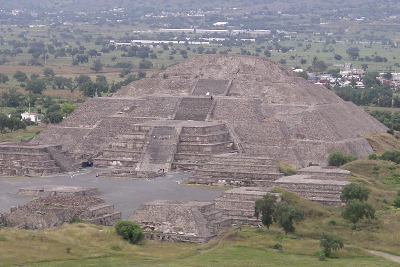
Piramide van de maan, Teotihuacan
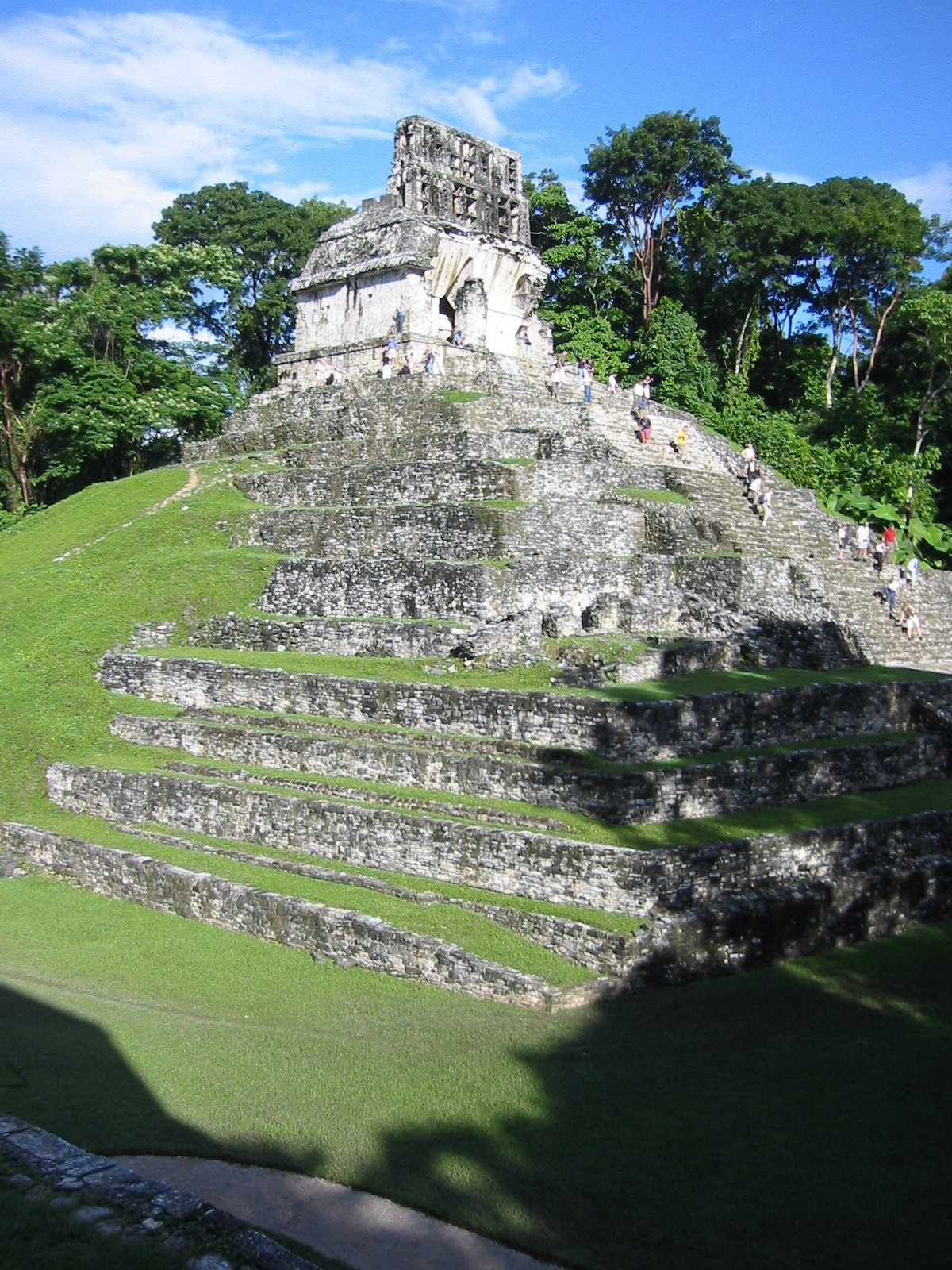
Piramide in Palenque, Mexico
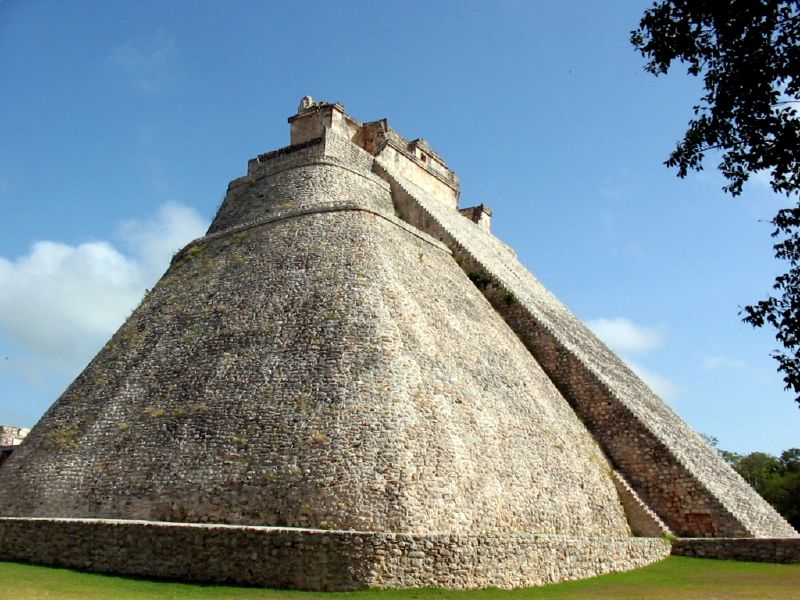
Piramide van de Tovenaar in Uxmal, Mexico
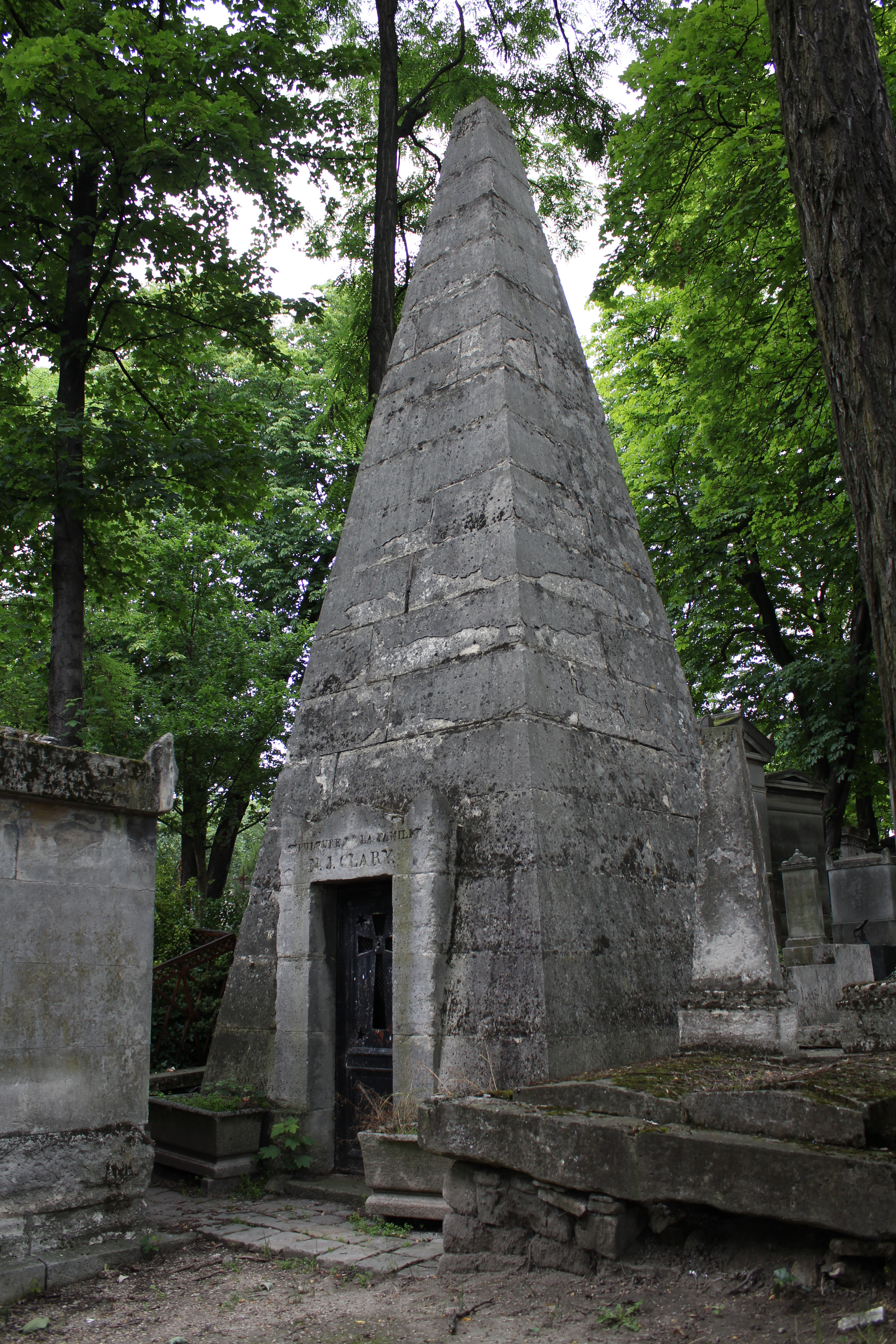
Praalgraf van de familie Clary, Cimetière du Père-Lachaise
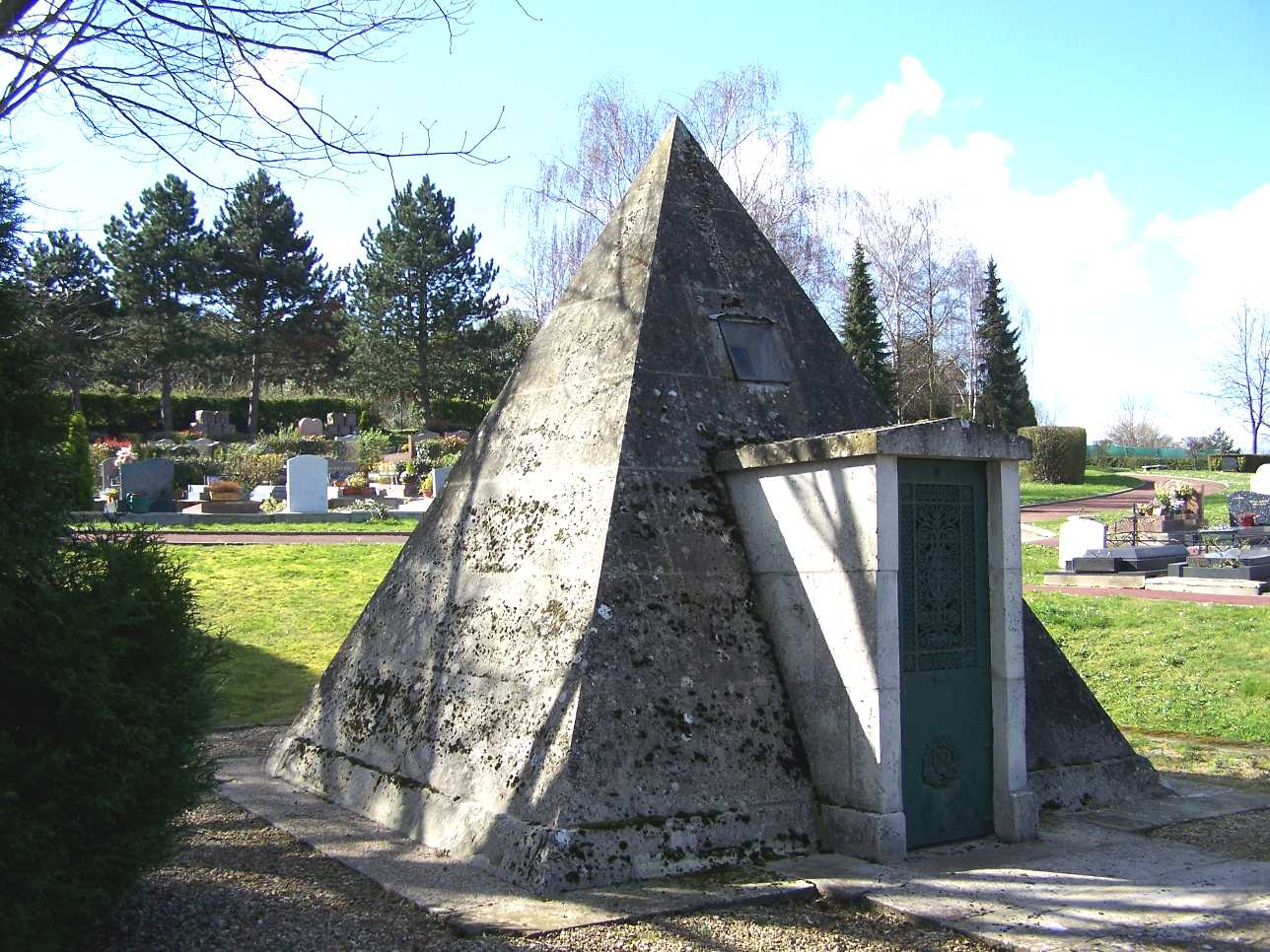
Praalgraf van Alfred Grimod d'Orsay, Yvelines
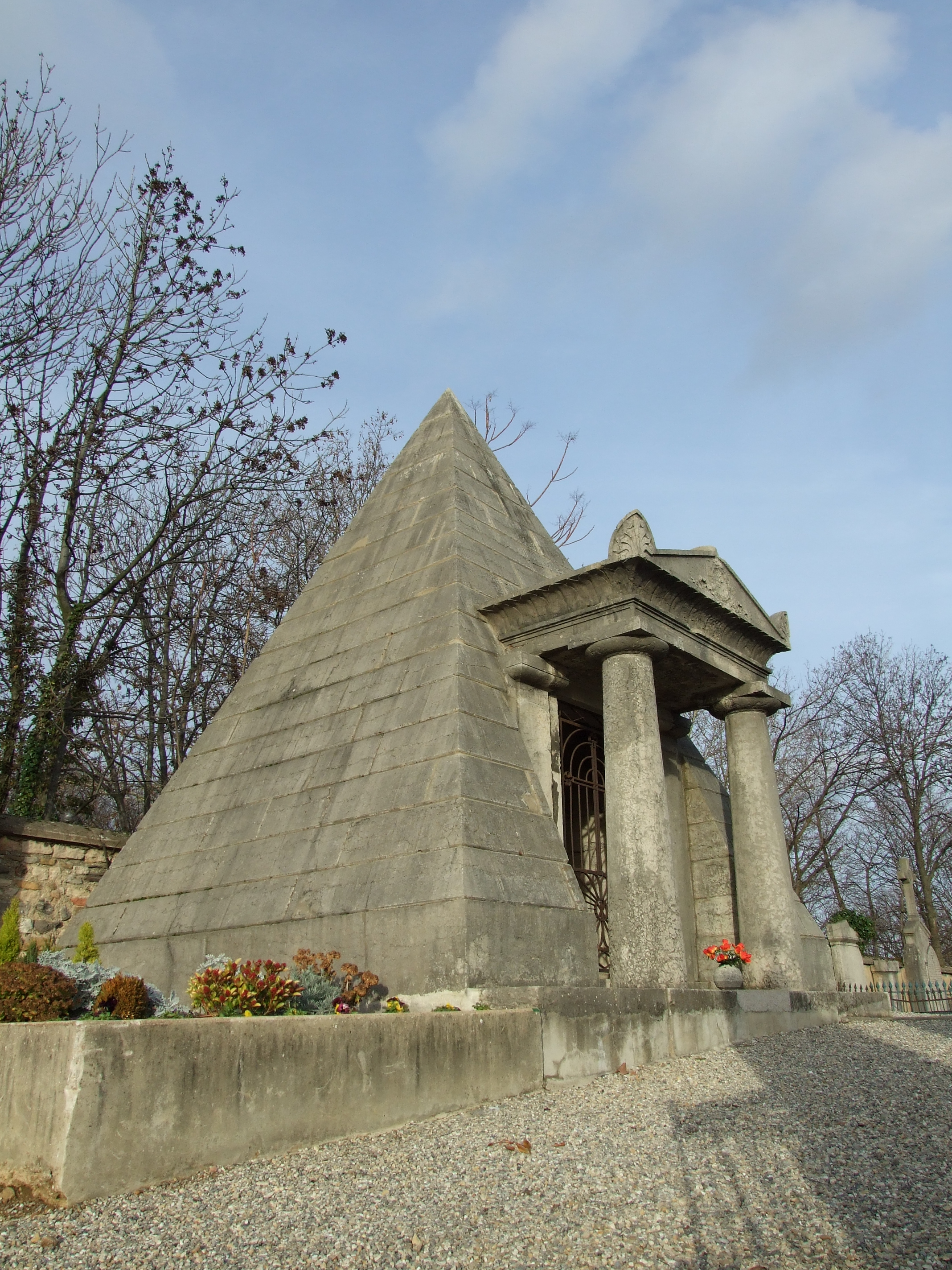
Praalgraf van de familie Ricard, kerkhof van Loyasse